# Гостина старої дами
Гостина старої дами (Der Besuch der alten Dame) — трагікомедія швейцарського письменника Фрідріха Дюрренматта, написана у 1956 році.

## Історія
Спочатку автор писав повість «Місячне затемнення», яка мала розповідати про уродженця одного швейцарського села, який через півстоліття повернувся на батьківщину мультимільйонером. Повість була недописана, але на основі її сюжету написана драма "Гостина старої дами". Драматург задумав написати п'єсу, коли відвідав бернське селище Інс в Зеландії. В театрі прем'єра вистави «Візит старої дами» відбулась в Цюріху 29 січня 1956 року.

## Назва
Назва твору стверджує сутність подій і підкреслює образ головної героїні Клер Цаханасян. Вона повернулась у рідне місто Ґюллен через багато років, щоб помститися за скалічене життя. Багата дама вносить в життя міста, яке занепадає, свої корективи й штовхає жителів Гюлена на свідоме вбивство. 

## Проблематика
Автор наголошував, що п'єса була задумана як комедія. Основна тема полягає в тому, що гроші розбещують навіть морально сильних людей. Головною темою трагікомедії є також утилітаризм, за яким найбільш етичним вибором є той, який вигідний більшості. Рушійною силою переслідування та страти є виключно той факт, що місто від Клер отримає мільярд обіцяних швейцарських франків, в результаті чого підвищиться рівень життя. Однак це відбувається ціною життя чоловіка, який представляє меншість, яка страждає наслідком ухвалених рішень, що приносять користь більшості. Дюрренматт порушує низку важливих для XX століття проблем:
- проблему моральної відповідальності за свої вчинки;
- добро і зло;
- ціна життя окремої людини;
- розплата за вчинки минулого;
- влада грошей;
- проблема вибору кожного громадянина.

## Зміст трагікомедії
Трагікомедія складається з трьох частин. Події відбуваються у вигаданому місті Ґюллен.

### Дія перша
Дія розпочинається знайомством з неохайною і занедбаною залізничною станцією містечка Ґюллен. У далині видніється зруйноване, зниділе місто. Ґюлленці готуються до приїзду мультимільярдерки Клер Цаханасян, яка дитинство і юність провела у цьому місті. Місто переживало тяжкі часи, безробіття і безгрошів'я, і жителі сподіваються, що Клер допоможе необхідними коштами. Покладають надії на Альфреда Ілля, власника магазину, який колись був коханцем Клер. Його завдання переконати багатійку зробити пожертву для міста. В юності саме тут вона пережила найсильнішу у житті любов і найглибшу душевну травму. Коханий Ілль покинув її та скривдив перед судом з допомогою брехливих свідків. Сам одружився з донькою заможного крамаря. А вагітна Клер змушена була поїхати світ за очі. Поневіряння привело дівчину у бордель. Там вона народила свою єдину дитину, яка незабаром померла. Згодом привабливу молоду жінку помітив старий мільярдер Цаханасян. Шлюб із ним, а потім ще низка шлюбів забезпечили їй мільярди, але не щастя.
Цаханасян поселилась у готелі, потім приєдналась до містян святкувати повернення додому. Мультимільярдерка повідомляє, що зробить величезну пожертву: один мільярд швейцарських франків, половину для міста, а половина буде розподілена між родинами. Ґюлленці захоплені такою перспективою. Дворецький Цаханасян виступає вперед, щоб уточнити умови для пожертви. Колись дворецький був лордом-верховним суддею Ґюллена і слухав позов про батьківство, який Клер подала проти Ілля. У цьому позові Ілль представив брехливих свідків, і суд ухвалив рішення на його користь. Тепер хтось має вбити Ілля. Бургомістр відмовляється, і жителі міста вражені. Але Клер вирішила почекати.

### Дія друга
Ілль помічає, що всі купують дорогі речі в кредит у його магазині. Чоловік занепокоєний, що жителі міста приймуть пропозицію Клер. Ілль відвідує поліцая та бургомістра, які також придбали нові дорогі речі, та вони відкидають його занепокоєння. Потім Ілль відвідує священника, який спочатку його заспокоює, але нарешті визнає, що вони отримали гроші, і радить Іллю тікати. Альфред Ілль прямує до залізничної станції, але виявляє, що там зібралося все місто. Вони запитують його, куди він їде, а він каже, що планує переїхати до Австралії. Вони бажають йому добра, ще раз запевняючи, що йому немає чого боятися в Гюллені. Коли прибув поїзд, Ілль вирішив не сідати, розуміючи, що його все одно хтось зупинить.  

### Дія третя
Клер виходить заміж за чергового чоловіка в соборі Ґюллена. Лікар і учитель їдуть до неї й зауважують, що від часу її приїзду у жителів появилися значні борги.  Учитель просить Клер відмовитись від бажання помститися і просто допомогти місту. Але Клер не погоджується, гарантуючи, що люди будуть робити все за гроші. Учитель з Іллем обговорюють ситуацію, що склалася. Ілль визнає свою провину, а учитель пояснює, що його вб'ють. Бургомістр запитує, чи прийме Ілль рішення міста. Клер говорить Іллю, що ніколи не переставала його кохати, але з часом її кохання переросло у щось жахливе. 
Відбувається міське зібрання, на якому місто публічно оголошує про прийняття пожертви Клер. Потім мешканці проходять формальне голосування, яке є одностайним, і бургомістр заявляє, що вони повинні подякувати Іллю за їхнє новоспечене багатство. Двері зачинені на замок, світло приглушене. Ілля вбивають. Як тільки репортер з’являється, лікар повідомляє, що Ілль помер від серцевого нападу. Репортери  заявляють, що чоловік помер від радості. Клер оглядає тіло, дає міському голові чек, забирає домовину з тілом Ілля та залишає місто назавжди. 

## Особливості жанру
П'єса Дюрренматта є трагікомедією, тому що:
- У ній поєднується трагічне і комічне.
- В основі твору покладено трагікомічне світобачення, пов'язане з абсурдністю буття, відмовою від моральних обов'язків, втрата духовних цінностей.
- Відбуваються неприродні (постмодерністські) перепади сюжету.
- Співчуття автора до Ілля суперечить співчуттю до Клер Цаханасян.

## Екранізації
- 1964 — «Візит», чорно-білий фільм спільного виробництва США, Німеччини, Франції, Італії. Режисер Бернгард Вікі. У головних ролях Інгрід Бергман і Ентоні Квінн.
- 1989 — «Візит дами», телефільм, СРСР. Режисер Михайло Козаков. У головних ролях Катерина Васильєва і Валентин Гафт.
- 1992 — «Гієни», повнометражний фільм, Сенегал. Режисер Джибрил Діоп Мамбеті.
- 2006 — «Візит старої дами», фільм, Естонія. Режисер Роман Баскін. У головних ролях Іта Евер і Аарне-Маті Юкскюла.
- 2008 — «Візит старої дами», телефільм, Німеччина, Австрія. Режисер Ніколаус Лейтнер. У головних ролях Крістіана Гербігер і Міхаель Мендль.